# ملکه عباس‌زاده
ملکه عباس‌زاده (ترکی آذربایجانی: Məleykə Abbaszadə، همچنین مصطفایوا, زاده ۱۹۵۳، باکو) سیاست‌مدار آذربایجانی که در کابینه ریاست جمهوری حیدر علی اف و الهام علی اف از اکتبر ۲۰۰۰، ریاست کمیسیون پذیرش دانشجویان دولتی جمهوری آذربایجان را برعهده دارد. وی در سال ۱۹۷۵ مدرک تحصیلی خود را در رشته حساب، انتگرال و ریاضیات از دانشگاه دولتی مسکو اخذ، کارآموزی خود را در آکادمی ملی علوم آذربایجان و نیز آکادمی علوم روسیه سپری کرد. و در سال ۱۹۸۸ از پایان‌نامه خود در رشته ریاضیات و انتگرال از آکادمی ملی علوم اوکراین دفاع کرد.